# 乌斯特 (阿列日省)
乌斯特（法語：Oust，法語發音：[ust]）是法国阿列日省的一个市镇，属于圣日龙区。

## 地理
乌斯特（42°52'30"N, 1°12'54"E）面积18.97 平方千米，位于法国奧克西塔尼大區阿列日省，该省份为法国西南部内陆省份，西部和北部与上加龙省接壤，东临奥德省，东南至东比利牛斯省接壤，南与安道尔和西班牙接壤。
与乌斯特接壤的市镇（或旧市镇、城区）包括：埃尔塞、塞克斯、苏埃克斯-罗加勒、苏朗、于斯图。

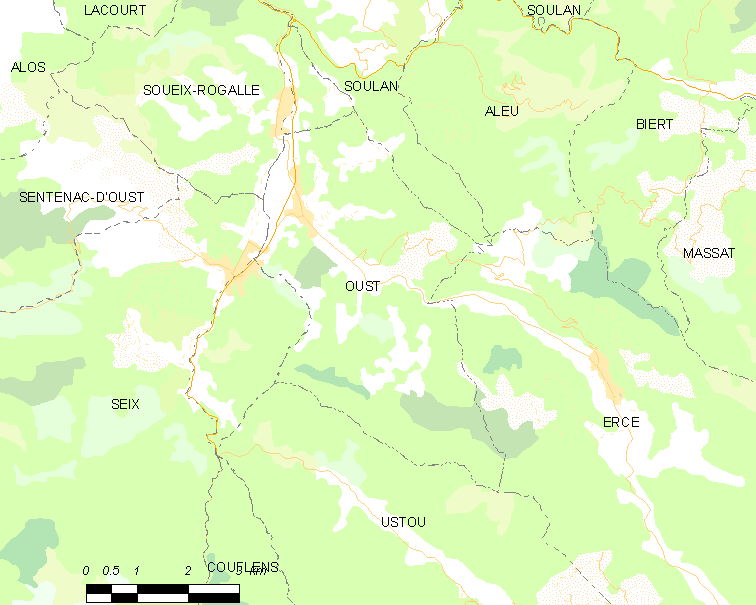
的OSM定位图

乌斯特的时区为UTC+01:00、UTC+02:00（夏令时）。

## 行政
乌斯特的邮政编码为09140，INSEE市镇编码为09223。

## 政治
乌斯特所属的省级选区为库斯朗东县。

## 人口

1962-2008年间人口变化图示

乌斯特于2022年1月1日时的人口数量为574人。